# Tranvia Revello-Barge
La tranvia Revello-Barge era una linea tranviaria interurbana che collegava le città di Revello e Barge dal 1915 al 1935.

## Storia
I primi passi verso la costruzione di una rete di tranvie nel Saluzzese furono compiuti nel luglio 1877, quando un'assemblea di comuni interessati, deputati e consiglieri provinciali deliberò di promuovere la costruzione di una ferrovia tra Airasca, Saluzzo, Cuneo e Mondovì, con diramazione Busca-Dronero. Poco dopo il banchiere francese Alfonso Raoul Berrier-Delaleu presentò domanda per la concessione delle linee tranviarie Cuneo-Dronero, Cuneo-Busca-Saluzzo, Cuneo-Mondovì e Saluzzo-Moretta-Pancalieri (quest'ultima prolungabile sino a Torino); il 29 ottobre 1877 il consiglio provinciale di Cuneo accettò la domanda, accordando il successivo 4 novembre la costruzione e l'esercizio delle tranvie Cuneo-Dronero e Cuneo-Busca-Saluzzo, aperte tra il 1879 e il 1880.
Nel 1878 il consiglio comunale di Saluzzo aveva votato una risoluzione volta a favorire la costruzione di tranvie per Revello, Paesana e Barge, offrendo un sussidio di 100.000 lire. La prima tratta, da Saluzzo a Revello, fu inaugurata il 30 ottobre 1881 e nelle intenzioni di Berrier-Delaleu avrebbe dovuto essere prolungata verso Barge e da lì connettersi alla linea Pinerolo-Cavour aperta qualche mese prima; ciò non sarà possibile, a causa della costruzione della ferrovia Bricherasio-Barge.
Come parziale compensazione per la mancata costruzione della linea, nel 1890 la Compagnia Generale dei Tramways Piemontesi (CGTP), che aveva assorbito le attività di Berrier-Delaleu, istituì un servizio merci per Envie, Barge, Sanfront e Paesana; oltre Revello le merci viaggiavano su animali da soma e carriaggi. Nel 1913 i comuni di Saluzzo, Revello, Envie e Barge costituirono un consorzio per la costruzione della tranvia Revello-Envie-Barge; il consorzio avrebbe provveduto alla costruzione, all'ottenimento delle concessioni e del sussidio provinciale, mentre il materiale mobile sarebbe stato fornito dall'esercente. In quello stesso anno il consorzio ottenne la concessione. La linea fu inaugurata il 27 maggio 1915 e la gestione fu affidata alla CGTP.
Passata la prima guerra mondiale, la CGTP, per ridurre i costi d'esercizio (manodopera, combustibili, manutenzione) e incrementare le velocità, nella seconda metà degli anni venti sperimentò un'automotrice a benzolo e soppresse, a partire dal 1920, alcune corse sulle linee Saluzzo-Paesana e Revello-Barge, sostituendole con autobus, per poi orientarsi, a partire dal dicembre 1925, sull'impiego di elettromotrici ad accumulatori, su spinta del direttore generale dottor Pietro Lo Balbo.
Con le elettromotrici, sperimentate sulla Revello-Barge a partire dal 1927, il servizio migliorò (tanto da far ripristinare le corse soppresse in precedenza), ma a causa della scarsità del traffico passeggeri, dell'assenza di traffico merci e delle elevate pendenze l'esercizio era pesantemente condizionato, tanto da portare la linea alla chiusura il 1º maggio 1935, sostituita da autobus della Società Anonima Autolinee Piemontesi, consociata della CGTP.

## Caratteristiche
|  |  | Unused urban continuation backward |

| Unknown route-map component "uexBHF" |

|  |  | Unknown route-map component "uexABZgl" | Unknown route-map component "uexCONTfq" |  |

| Unknown route-map component "uexBHF" |

| Unknown route-map component "uexBHF" |

| Unknown route-map component "uexBHF" |

| Unknown route-map component "uexBHF" |

| Unknown route-map component "uexKBHFe" |

| Unknown route-map component "exKBHFa" |

| Unknown route-map component "exCONTf" |

La tranvia era a scartamento ridotto di 1100 mm e si sviluppava per 11,603 km, interamente in sede stradale; il raggio minimo di curva era di 50 metri, la pendenza massima del 35,4 per mille. La velocità massima ammessa era di 24 km/h.

### Percorso
La linea partiva dalla stazione tranviaria di Revello, comune alla tranvia per Saluzzo e Paesana. Uscita da Revello, toccava le località di Envie, Occa, Fraire e San Martino, prima di entrare a Barge, località capolinea della ferrovia per Bricherasio.

## Materiale rotabile

### Motrici
Sulla tranvia prestarono servizio le locomotive a vapore del parco CGTP (ne contava complessivamente 40).
Nel 1925 la CGTP ordinò un'automotrice DWK Tipo IV alla Romeo per la propria rete sociale, sulla quale prestò servizio per circa un decennio con scarsi risultati.
Poco dopo si sperimentò la trazione ad accumulatori, già provata su altre linee tranviarie italiane: le Officine di Savigliano costruirono due automotrici sui telai di carrozze a due assi Grondona, spinti da due motori da 13 CV l'uno: tali elettromotrici diedero buoni risultati, riducendo i tempi di percorrenza del 30%. Fu successivamente allestita un'ulteriore serie di quattro automotrici, due costruite dalle officine di Savigliano e due dalle officine CGTP sulla base di carrozze, mosse da due motori per complessivi 40 CV.
La sperimentazione ebbe successo, tanto che la CGTP ordinò nel 1929 tre automotrici a carrelli, costruite dalla Carminati&Toselli con parte elettrica TIBB, in servizio dal 1930; nel 1933 ne furono consegnate altre tre.

### Carrozze e carri merce
Le prime carrozze furono fornite dalla Locati di Torino (non più di 12 unità, a due assi e terrazzini); successivamente la Grondona fornì una sessantina di carrozze, sempre a due assi e terrazzini ma più comode.
Le carrozze Locati furono radiate tra il 1910 e il 1920; in quegli anni le Officine Meccaniche di Pinerolo fornirono 28 carrozze a vestiboli chiusi (quattro miste di I e II classe, le altre di II classe), più lunghe delle precedenti e impiegate principalmente sulle linee Torino-Carmagnola, Torino-Saluzzo-Cuneo e Cuneo-Dronero, inoltre parte delle vetture Grondona furono trasformate a terrazzini chiusi. Nei primi anni Trenta arrivarono due carrozze a due assi e terrazzini provenienti dalla tranvia Messina-Barcellona Pozzo di Gotto, i cui soci erano gli stessi della CGTP, ma non prestarono mai servizio.
Nel 1930 risultavano in servizio circa 400 carri merce, di cui 60 chiusi e 45 a sponde basse.

### Materiale motore - prospetto di sintesi
| Unità   | Anno di costruzione | Costruttore | Tipo                                   | Note                                                                      |
| ------- | ------------------- | ----------- | -------------------------------------- | ------------------------------------------------------------------------- |
| 1÷5     | 1879-1880           | SLM         | Locotender a 2 assi                    | ex Berrier-Delaleu per la Cuneo-Dronero                                   |
| 1÷3     | 1879-1880           | SLM         | Locotender a 2 assi                    | ex Berrier-Delaleu per la Saluzzo-Cuneo                                   |
| 4       | 1881                | Hagans      |                                        | ex Berrier-Delaleu                                                        |
| 5÷7     | 1881                | Krauss      | A 2 assi                               | costruite per la Pinerolo-Cavour                                          |
| 10÷17   | 1881                | Henschel    | A 2 assi                               |                                                                           |
| 18      | 1909                | Henschel    | A 2 assi                               |                                                                           |
| 19÷27   | 1882                | Henschel    | A 2 assi                               |                                                                           |
| 28÷35   | 1888                | Henschel    | A 2 assi                               |                                                                           |
| 36÷38   | 1907                | Henschel    | A 2 assi                               |                                                                           |
| 1÷2     |                     | Breda       |                                        |                                                                           |
| 1÷2     |                     | Borsig      |                                        | ex Pinerolo-Perosa Argentina                                              |
| 51, 57  | 1925                | SNOS        | Automotrici ad accumulatori a due assi | costruite per la Torino-Carmagnola                                        |
| 3÷4     | 1927                | SNOS        | Automotrici ad accumulatori a due assi | costruite per Saluzzo-Revello-Paesana, Revello-Barge, Costigliole-Venasca |
| 5÷6     | 1927                | SNOS        | Automotrici ad accumulatori a due assi | costruite per Saluzzo-Revello-Paesana, Revello-Barge, Costigliole-Venasca |
| 101÷106 | 1929-1932           | C&T-TIBB    | Automotrici ad accumulatori a carrelli | costruite per Torino-Saluzzo-Cuneo, Cuneo-Dronero, Cuneo-Boves            |